# Halecium fjordlandicum
Halecium fjordlandicum is een hydroïdpoliep uit de familie Haleciidae. De poliep komt uit het geslacht Halecium. Halecium fjordlandicum werd in 2007 voor het eerst wetenschappelijk beschreven door Galea. 